# Sericochroa rubiginosa
Sericochroa rubiginosa är en fjärilsart som beskrevs av Paul Dognin 1909. Sericochroa rubiginosa ingår i släktet Sericochroa och familjen tandspinnare. Inga underarter finns listade i Catalogue of Life.